# 科学ふしぎクエスト
学研まんが 科学ふしぎクエスト（がっけんまんが かがくふしぎクエスト）は、日本の出版社・学研プラス（創刊時は学研教育出版）が刊行している学習漫画のレーベル。

## 概要
2015年7月31日発売の『昆虫ワールド大脱出!』で創刊。1972年に創刊したひみつシリーズの流れを汲むレーベルであるが、従来のひみつシリーズ・新ひみつシリーズは少数の例外を除いて縦書き右開きを原則としていたのに対し科学ふしぎクエストは横書き左開き、かつオールカラーとなっている。また、判型も従来のA5判でなくB5変となっておりカバーを外した表紙の紙もひみつシリーズのような硬質の紙ではなくソフトカバーを採用している。
レーベル名に「科学」を冠している通り、扱う題材が科学（特に小学校の理科）に特化したものとなっている。作画担当者は同一シリーズであっても各巻ごとに異なるが、レーベル共通のマスコット的なキャラクターとしてコロナが登場する。
一部のタイトルでは、拡張現実（AR）機能によりスマートフォン越しにページを撮影すると立体映像が飛び出す仕掛けが施されている。

## 各巻
- 第1巻発売順。

| シリーズ名                           | タイトル                             | 作者                                    | 監修                                 | 発売日         | ISBN                   |
| ------------------------------------ | ------------------------------------ | --------------------------------------- | ------------------------------------ | -------------- | ---------------------- |
| 昆虫ワールド大脱出!                  | 昆虫ワールド大脱出!                  | ミクニシン                              | 岡島秀治                             | 2015年7月31日  | ISBN 978-4-05-204262-1 |
| 人体迷宮を調査せよ!                  | 食べ物のゆくえ編                     | きむらひろき                            | 讃岐美智義                           | 2015年10月16日 | ISBN 978-4-05-204320-8 |
| 人体迷宮を調査せよ!                  | めぐる血液の冒険編(AR対応)           | 山吹ショウマ                            | 讃岐美智義                           | 2016年3月8日   | ISBN 978-4-05-204381-9 |
| 恐竜白亜紀アドベンチャー(AR対応)     | 恐竜白亜紀アドベンチャー(AR対応)     | 桃田さとみ                              | 小林快次                             | 2015年11月5日  | ISBN 978-4-05-204290-4 |
| ウイルスから人体を守れ!!             | ウイルスから人体を守れ!!             | 松本久志（原作） 長田馨（作画）         | 小林芳郎                             | 2016年5月20日  | ISBN 978-4-05-204378-9 |
| パニック! モンスター台風大接近!      | パニック! モンスター台風大接近!      | 立花未来王                              | 海洋研究開発機構 長谷川拓也 茂木耕作 | 2016年6月17日  | ISBN 978-4-05-204382-6 |
| ブキミ生物出現 深海からのSOS!        | ブキミ生物出現 深海からのSOS!        | 高田慎一郎                              | 加藤千明                             | 2016年7月1日   | ISBN 978-4-05-204438-0 |
| 宇宙のはてまで飛んで行け!(AR対応)    | 宇宙のはてまで飛んで行け!(AR対応)    | 高山カツヒコ（原作） 吉野恵美子（作画） | 岡村定矩                             | 2016年7月16日  | ISBN 978-4-05-204439-7 |
| ロボットパークは大さわぎ!            | ロボットパークは大さわぎ!            | 坂元輝弥 森山和道（原案）               | 高橋智隆                             | 2016年7月16日  | ISBN 978-4-05-204419-9 |
| 絶体絶命!危険生物ワールドを攻略せよ! | 絶体絶命!危険生物ワールドを攻略せよ! | ミクニシン                              | 今泉忠明                             | 2016年11月22日 | ISBN 978-4052045493    |